# Karl Bernhard Ritter
Karl Bernhard Ritter (ur. 17 marca 1890 w Hessisch Lichtenau, zm. 15 sierpnia 1968 w Königstein im Taunus) – niemiecki teolog ewangelicki i polityk, poseł do sejmu Prus. Brat Gerharda Rittera i Hellmuta Rittera.
Od 1909 studiował teologię i filozofię w Heidelbergu, Halle i Erlangen. W 1912 uzyskał stopień doktora filozofii. Pracował jako nauczyciel. W czasie I wojny światowej służył w wojsku jako ochotnik.
Od 1919 był pastorem w Berlinie. Działał w wielu organizacjach religijnych, zajmując wysokie stanowiska w kościele protestanckim. Otrzymał honorowy doktorat wydziału teologii Uniwersytetu w Marburgu. W okresie nazizmu przystąpił do tzw. Bekennende Kirche.
Należał do Narodowo Niemieckiej Partii Ludowej (DNVP). W latach 1919–1921 był członkiem pruskiego zgromadzenia konstytucyjnego. Potem został wybrany do pruskiego Landtagu, w którym zasiadał do 1924.